# Talvikki (inslagkrater)
Talvikki is een inslagkrater op de planeet Venus. Talvikki werd in 1997 genoemd naar Talvikki, een Finse meisjesnaam.
De krater heeft een diameter van 12,6 kilometer en bevindt zich in het quadrangle Bereghinya Planitia (V-8).